# Macromitrium serpens
Macromitrium serpens är en bladmossart som beskrevs av Bridel 1826. Macromitrium serpens ingår i släktet Macromitrium och familjen Orthotrichaceae. Inga underarter finns listade i Catalogue of Life.